# Lijst van landen in 1946
Hieronder volgt een lijst van landen van de wereld in 1946.

## Uitleg
- Voor 1 januari 1946 waren er 58 onafhankelijke staten die door een ruime meerderheid van de overige staten erkend werden (inclusief Andorra[1] en exclusief Nieuw-Zeeland[2] en bezette gebieden). In 1946 kwamen de Filipijnen, Iran, Italië, Libanon, Mongolië, Syrië en Transjordanië er als onafhankelijke staten bij.
- De in grote mate onafhankelijke Britse dominions zijn weergegeven onder het kopje dominions van het Britse Rijk.
- Alle de facto onafhankelijke staten zonder ruime internationale erkenning zijn weergegeven onder het kopje niet algemeen erkende landen.
- Afhankelijke gebieden en gebieden die vaak als afhankelijk gebied werden beschouwd, zijn weergegeven onder het kopje niet-onafhankelijke gebieden.
- Autonome gebieden, bezette gebieden en micronaties zijn niet op deze pagina weergegeven.

## Staatkundige veranderingen in 1946
- 1 januari: einde van de geallieerde bezetting van Italië met uitzondering van Friuli-Venezia Giulia.
- 5 januari: China erkent formeel de onafhankelijkheid van Mongolië.
- 11 januari: de Democratische Regering van Albanië wordt de Volksrepubliek Albanië.
- 22 januari: de Republiek Mahabad wordt als Sovjet-vazalstaat onafhankelijk van Iran (dat zelf onder Russische bezetting staat).
- 31 januari: Democratisch Federaal Joegoslavië wordt de Federale Volksrepubliek Joegoslavië.
- 1 februari: het Koninkrijk Hongarije wordt de Republiek Hongarije (Hongarije staat nog onder bezetting van de Sovjet-Unie).
- 8 februari: oprichting van het Voorlopig Volkscomité voor Noord-Korea in het door de Sovjet-Unie bezette deel van Korea.
- 2 maart: einde van de Brits-Russische bezetting van Iran.
- 19 maart: de Franse kolonies Frans-Guyana, Guadeloupe, Martinique en Réunion worden overzeese territoria gaan integraal deel uitmaken van Frankrijk.
- 1 april: de Gefedereerde Malay Staten worden samengevoegd met Johor, Kedah, Kelantan, Perlis, Terengganu en de Straits Settlements (met uitzondering van Singapore) en vormen de Unie van Malaya.
- 5 april: einde van de Russische bezetting van Bornholm. Het eiland wordt weer bij Denemarken gevoegd.
- 15 april: einde van de Brits-Franse bezetting van Syrië.
- 17 april: Frankrijk erkent de onafhankelijkheid van Syrië.
- 25 mei: Transjordanië wordt onafhankelijk van het Verenigd Koninkrijk.
- 2 juni: het Koninkrijk Italië wordt de Italiaanse Republiek.
- 1 juli: Nederlands-Indië komt officieel weer bij Nederland, behalve Java en Sumatra die beiden op 29 november weer bij Nederlands-Indië gevoegd worden.
- 1 juli: oprichting van de Britse kolonie Sarawak. Voorheen een onderdeel van het Britse militaire bestuur over Borneo.
- 4 juli: de Filipijnen worden onafhankelijk van de Verenigde Staten.
- 6 juli: heroprichting van de staat Brunei onder Brits bestuur. Voorheen een onderdeel van het Britse militaire bestuur over Borneo.
- 15 juli: oprichting van de Britse kolonie Noord-Borneo (dat ook Labuan omvatte). Voorheen een onderdeel van het Britse militaire bestuur over Borneo.
- 20 juli: vorming van de kolonie Spaans-West-Afrika door het samenvoegen van de Spaanse Sahara, Ifini en een deel van Spaans-Marokko (Kaap Juby).
- 14 september: Inini wordt bij Frans-Guyana gevoegd.
- 15 september: het Koninkrijk Bulgarije wordt de Volksrepubliek Bulgarije (Bulgarije staat nog onder bezetting van de Sovjet-Unie).
- 27 oktober: de Franse kolonies worden overzeese territoria en ook de Comoren vormen een overzees territorium (voorheen onderdeel van de kolonie Madagaskar.
- 11 december: de Sovjet-vazalstaat Azerbeidzjan gaat weer bij Iran horen.
- 15 december: de Sovjet-vazalstaat Mahabad gaat weer bij Iran horen.
- 31 december: einde van de geallieerde bezetting van Libanon.
- De Nieuw-Zeelandse Unie-eilanden krijgen de benaming Tokelau-eilanden.

## Algemeen erkende landen

### A
| Korte landsnaam (Nederlands)            | Officiële landsnaam (Nederlands)                                                              | Korte landsnaam (oorspronkelijke taal/talen) |
| --------------------------------------- | --------------------------------------------------------------------------------------------- | -------------------------------------------- |
| Afghanistan                             | Koninkrijk Afghanistan                                                                        | Dari en Pasjtoe: Afghānestān / افغانستان     |
| (tot 14 maart) Albanië (vanaf 14 maart) | Democratische Regering van Albanië (tot 11 januari) Volksrepubliek Albanië (vanaf 11 januari) | Albanees: Shqipëria                          |
| Andorra                                 | Vorstendom Andorra                                                                            | Catalaans: Andorra                           |
| Argentinië                              | Argentijnse Republiek                                                                         | Spaans: Argentina                            |
| Australië                               | Gemenebest Australië                                                                          | Engels: Australia                            |

### B
| Korte landsnaam (Nederlands) | Officiële landsnaam (Nederlands)               | Korte landsnaam (oorspronkelijke taal/talen)      |
| ---------------------------- | ---------------------------------------------- | ------------------------------------------------- |
| België                       | Koninkrijk België                              | Duits: Belgien Frans: Belgique Nederlands: België |
| Bolivia                      | Republiek Bolivia                              | Spaans: Bolivia                                   |
| Brazilië                     | Republiek van de Verenigde Staten van Brazilië | Portugees: Brasil                                 |

### C
| Korte landsnaam (Nederlands) | Officiële landsnaam (Nederlands) | Korte landsnaam (oorspronkelijke taal/talen) |
| ---------------------------- | -------------------------------- | -------------------------------------------- |
| Canada                       | Dominion Canada                  | Engels en Frans: Canada                      |
| Chili                        | Republiek Chili                  | Spaans: Chile                                |
| China                        | Republiek China                  | Mandarijn: Zhongguo / 中國                   |
| Colombia                     | Republiek Colombia               | Spaans: Colombia                             |
| Costa Rica                   | Republiek Costa Rica             | Spaans: Costa Rica                           |
| Cuba                         | Republiek Cuba                   | Spaans: Cuba                                 |

### D
| Korte landsnaam (Nederlands) | Officiële landsnaam (Nederlands) | Korte landsnaam (oorspronkelijke taal/talen) |
| ---------------------------- | -------------------------------- | -------------------------------------------- |
| Denemarken                   | Koninkrijk Denemarken            | Deens: Danmark                               |
| Dominicaanse Republiek       | Dominicaanse Republiek           | Spaans: Republica Dominicana                 |

### E
| Korte landsnaam (Nederlands) | Officiële landsnaam (Nederlands) | Korte landsnaam (oorspronkelijke taal/talen) |
| ---------------------------- | -------------------------------- | -------------------------------------------- |
| Ecuador                      | Republiek Ecuador                | Spaans: Ecuador                              |
| El Salvador                  | Republiek El Salvador            | Spaans: El Salvador                          |
| Ethiopië                     | Keizerrijk Ethiopië              | Amhaars: Ītyop'iya / ኢትዮጵያ                   |

### F
| Korte landsnaam (Nederlands) | Officiële landsnaam (Nederlands) | Korte landsnaam (oorspronkelijke taal/talen) |
| ---------------------------- | -------------------------------- | -------------------------------------------- |
| Filipijnen (vanaf 4 juli)    | Republiek der Filipijnen         | Engels: Philippines Filipijns: Pilipinas     |
| Frankrijk                    | Franse Republiek                 | Frans: France                                |

### G
| Korte landsnaam (Nederlands) | Officiële landsnaam (Nederlands) | Korte landsnaam (oorspronkelijke taal/talen) |
| ---------------------------- | -------------------------------- | -------------------------------------------- |
| Griekenland                  | Koninkrijk Griekenland           | Grieks: Hellas / 'Ελλας                      |
| Guatemala                    | Republiek Guatemala              | Spaans: Guatemala                            |

### H
| Korte landsnaam (Nederlands) | Officiële landsnaam (Nederlands) | Korte landsnaam (oorspronkelijke taal/talen) |
| ---------------------------- | -------------------------------- | -------------------------------------------- |
| Haïti                        | Republiek Haïti                  | Frans: Haïti                                 |
| Honduras                     | Republiek Honduras               | Spaans: Honduras                             |

### I
| Korte landsnaam (Nederlands)                           | Officiële landsnaam (Nederlands)                                   | Korte landsnaam (oorspronkelijke taal/talen) |
| ------------------------------------------------------ | ------------------------------------------------------------------ | -------------------------------------------- |
| Ierland                                                | Ierland                                                            | Engels: Ireland Iers: Éire                   |
| IJsland                                                | IJsland                                                            | IJslands: Ísland                             |
| Iran (vanaf 2 maart)                                   | Keizerrijk Iran                                                    | Perzisch: Īrān / ایران                       |
| (tot 18 juni) Italië (vanaf 1 januari) (vanaf 18 juni) | Koninkrijk Italië (tot 2 juni) Italiaanse Republiek (vanaf 2 juni) | Italiaans: Italia                            |

### J
| Korte landsnaam (Nederlands)                    | Officiële landsnaam (Nederlands)                                                                          | Korte landsnaam (oorspronkelijke taal/talen)                                    |
| ----------------------------------------------- | --- | ------------------------------------------------------------------------------- |
| Jemen                                           | Mutawakkilitisch Koninkrijk Jemen                                                                         | Arabisch: al-Yaman / اليمن                                                      |
| (tot 31 januari) Joegoslavië (vanaf 31 januari) | Democratisch Federaal Joegoslavië (tot 31 januari) Federale Volksrepubliek Joegoslavië (vanaf 31 januari) | Macedonisch en Servo-Kroatisch: Jugoslavija / Југославија Sloveens: Jugoslavija |

### L
| Korte landsnaam (Nederlands) | Officiële landsnaam (Nederlands) | Korte landsnaam (oorspronkelijke taal/talen) |
| ---------------------------- | -------------------------------- | -------------------------------------------- |
| Libanon (vanaf 31 december)  | Republiek Libanon                | Arabisch: Lubnān / لبنان                     |
| Liberia                      | Republiek Liberia                | Engels: Liberia                              |
| Liechtenstein                | Vorstendom Liechtenstein         | Duits: Liechtenstein                         |
| Luxemburg                    | Groothertogdom Luxemburg         | Duits: Luxemburg Frans: Luxembourg           |

### M
| Korte landsnaam (Nederlands) | Officiële landsnaam (Nederlands) | Korte landsnaam (oorspronkelijke taal/talen) |
| ---------------------------- | -------------------------------- | -------------------------------------------- |
| Mexico                       | Verenigde Mexicaanse Staten      | Spaans: México                               |
| Monaco                       | Vorstendom Monaco                | Frans: Monaco                                |
| Mongolië (vanaf 5 januari)   | Volksrepubliek Mongolië          | Mongools: Mongol Uls / Монгол Улс /          |

### N
| Korte landsnaam (Nederlands) | Officiële landsnaam (Nederlands) | Korte landsnaam (oorspronkelijke taal/talen) |
| ---------------------------- | -------------------------------- | -------------------------------------------- |
| Nederland                    | Koninkrijk der Nederlanden       | Nederlands: Nederland                        |
| Nepal                        | Koninkrijk Nepal                 | Nepalees: Nepal / नेपाल                        |
| Nicaragua                    | Republiek Nicaragua              | Spaans: Nicaragua                            |
| Noorwegen                    | Koninkrijk Noorwegen             | Bokmål: Norge Nynorsk: Noreg                 |

### P
| Korte landsnaam (Nederlands) | Officiële landsnaam (Nederlands) | Korte landsnaam (oorspronkelijke taal/talen) |
| ---------------------------- | -------------------------------- | -------------------------------------------- |
| Panama                       | Republiek Panama                 | Spaans: Panamá                               |
| Paraguay                     | Republiek Paraguay               | Spaans: Paraguay                             |
| Peru                         | Peruviaanse Republiek            | Spaans: Perú                                 |
| Polen                        | Republiek Polen                  | Pools: Polska                                |
| Portugal                     | Portugese Republiek              | Portugees: Portugal                          |

### S
| Korte landsnaam (Nederlands) | Officiële landsnaam (Nederlands)                 | Korte landsnaam (oorspronkelijke taal/talen)          |
| ---------------------------- | ------------------------------------------------ | ----------------------------------------------------- |
| San Marino                   | Republiek San Marino                             | Italiaans: San Marino                                 |
| Saoedi-Arabië                | Koninkrijk Saoedi-Arabië                         | Arabisch: al-ʿArabiya as-Saʿūdiyya / العربيّة السعودية |
| Sovjet-Unie                  | Unie van Socialistische Sovjetrepublieken (USSR) | Russisch: Sovjetski Sojoez / Советский Союз           |
| Spanje                       | Spaanse Staat                                    | Spaans: España                                        |
| Syrië (vanaf 17 april)       | Syrische Republiek                               | Arabisch: Sūrīyā / سوريا                              |

### T
| Korte landsnaam (Nederlands) | Officiële landsnaam (Nederlands)      | Korte landsnaam (oorspronkelijke taal/talen)         |
| ---------------------------- | ------------------------------------- | ---------------------------------------------------- |
| Thailand                     | Koninkrijk Thailand                   | Thai: Prathet Thai / ประเทศไทย                       |
| Transjordanië (vanaf 25 mei) | Hasjemitisch Koninkrijk Transjordanië | Arabisch: Sharq al-ʾUrdun / شرق الأردن               |
| Tsjecho-Slowakije            | Tsjecho-Slowaakse Republiek           | Slowaaks: Česko-Slovensko Tsjechisch: Československo |
| Turkije                      | Republiek Turkije                     | Turks: Türkiye                                       |

### U
| Korte landsnaam (Nederlands) | Officiële landsnaam (Nederlands)    | Korte landsnaam (oorspronkelijke taal/talen) |
| ---------------------------- | ----------------------------------- | -------------------------------------------- |
| Uruguay                      | Republiek ten oosten van de Uruguay | Spaans: Uruguay                              |

### V
| Korte landsnaam (Nederlands) | Officiële landsnaam (Nederlands)                          | Korte landsnaam (oorspronkelijke taal/talen) |
| ---------------------------- | --------------------------------------------------------- | -------------------------------------------- |
| Vaticaanstad                 | Staat Vaticaanstad                                        | Italiaans: Città del Vaticano                |
| Venezuela                    | Verenigde Staten van Venezuela                            | Spaans: Venezuela                            |
| Verenigd Koninkrijk          | Verenigd Koninkrijk van Groot-Brittannië en Noord-Ierland | Engels: United Kingdom                       |
| Verenigde Staten             | Verenigde Staten van Amerika                              | Engels: United States                        |

### Z
| Korte landsnaam (Nederlands) | Officiële landsnaam (Nederlands) | Korte landsnaam (oorspronkelijke taal/talen)                        |
| ---------------------------- | -------------------------------- | ------------------------------------------------------------------- |
| Zuid-Afrika                  | Unie van Zuid-Afrika             | Afrikaans: Suid-Afrika Engels: South Africa Nederlands: Zuid-Afrika |
| Zweden                       | Koninkrijk Zweden                | Zweeds: Sverige                                                     |
| Zwitserland                  | Zwitserse Bondsstaat             | Duits: Schweiz Frans: Suisse Italiaans: Svizzera                    |

## Dominions van het Britse Rijk
De dominions van het Britse Rijk hadden een grote mate van onafhankelijkheid. Met het Statuut van Westminster (1931) werden de dominions onafhankelijk van het Verenigd Koninkrijk, maar in Nieuw-Zeeland was het statuut nog niet geratificeerd door het lokale parlement. Newfoundland was de jure ook een dominion van het Britse Rijk, maar had in 1934 het zelfbestuur opgegeven.
| Korte landsnaam (Nederlands) | Officiële landsnaam (Nederlands) | Korte landsnaam (oorspronkelijke taal/talen) |
| ---------------------------- | -------------------------------- | -------------------------------------------- |
| Nieuw-Zeeland                | Dominion Nieuw-Zeeland           | Engels: New Zealand                          |

## Niet algemeen erkende landen
In onderstaande lijst zijn landen opgenomen die een ruime internationale erkenning misten, maar wel de facto onafhankelijk waren en de onafhankelijkheid hadden uitgeroepen.
| Korte landsnaam (Nederlands) | Officiële landsnaam (Nederlands) | Korte landsnaam (oorspronkelijke taal/talen)   |
| ---------------------------- | -------------------------------- | ---------------------------------------------- |
| Indonesië                    | Republiek Indonesië              | Indonesisch: Indonesia                         |
| Mongolië (tot 5 januari)     | Volksrepubliek Mongolië          | Mongools: Mongol Uls / Монгол Улс /            |
| Oost-Turkestan               | Oost-Turkestaanse Republiek      | Oeigoers: Sherqiy Türkistan / شەرقىي تۈركىستان |
| Syrië (van 15 tot 17 april)  | Republiek Syrië                  | Arabisch: Sūrīyā / سوريا                       |
| Tibet                        | Tibet                            | Tibetaans: Bod / བོད་                           |
| Vietnam                      | Democratische Republiek Vietnam  | Vietnamees: Việt Nam                           |

## Niet-onafhankelijke gebieden
Hieronder staat een lijst van afhankelijke gebieden inclusief Åland en Spitsbergen.

### Amerikaans-Britse condominia
| Korte landsnaam (Nederlands) | Status      | Korte landsnaam (oorspronkelijke taal/talen) |
| ---------------------------- | ----------- | -------------------------------------------- |
| Canton en Enderbury          | Condominium | Engels: Canton and Enderbury Islands         |

### Amerikaanse niet-onafhankelijke gebieden
De Amerikaanse Maagdeneilanden, de Filipijnen (tot 4 juli) en Puerto Rico waren organized unincorporated territories, wat wil zeggen dat het afhankelijke gebieden waren van de Verenigde Staten met een bepaalde vorm van zelfbestuur. Daarnaast waren er nog een aantal unorganized unincorporated territories: Amerikaans-Samoa, Baker, Guam, Howland, Jarvis, Johnston, Kingman, Midway, Navassa, de Panamakanaalzone, de Petreleilanden, Quita Sueño, Roncador, Serrana, Serranilla, de Swaneilanden en Wake. Deze gebieden waren ook afhankelijke gebieden van de VS, maar kenden geen vorm van zelfbestuur. Alaska en Hawaï waren als organized incorporated territories een integraal onderdeel van de VS en zijn derhalve niet in onderstaande lijst opgenomen.
Diverse eilandgebieden werden door de Verenigde Staten geclaimd als unorganized unincorporated territories, maar werden door andere landen bestuurd. De eilandgebieden Birnie, Caroline, Fanning, Flint, Funafuti, Gardner, Kersteiland, Malden, McKean, Nukufetau, Nukulaelae, Niulakita, Phoenix, Starbuck, Sydney, Vostok en Washington vielen onder het bestuur van het Verenigd Koninkrijk (als onderdeel van de Gilbert- en Ellice-eilanden). De eilandgebieden Manihiki, Penrhyn, Pukapuka en Rakahanga vielen onder het bestuur van de Nieuw-Zeeland (als onderdeel van de Cookeilanden); en de eilandgebieden Atafu, Bowditch en Nukunonu vielen onder het bestuur van Nieuw-Zeeland (als onderdeel van de Unie-eilanden, die bestuurd werden vanuit West-Samoa).
| Korte landsnaam (Nederlands)    | Status                                          | Korte landsnaam (oorspronkelijke taal/talen)               |
| ------------------------------- | ----------------------------------------------- | ---------------------------------------------------------- |
| Amerikaanse Maagdeneilanden     | Organized unincorporated territory              | Engels: United States Virgin Islands                       |
| Amerikaans-Samoa                | Unorganized unincorporated territory            | Engels: American Samoa                                     |
| Baker                           | Unorganized unincorporated territory            | Engels: Baker Island                                       |
| Filipijnen (tot 4 juli)         | Organized unincorporated territory (Gemenebest) | Engels: Philippines Filipijns: Pilipinas Spaans: Filipinas |
| Guam                            | Unorganized unincorporated territory            | Engels: Guam                                               |
| Howland                         | Unorganized unincorporated territory            | Engels: Howland Island                                     |
| Jarvis                          | Unorganized unincorporated territory            | Engels: Jarvis Island                                      |
| Johnston                        | Unorganized unincorporated territory            | Engels: Johnston Atoll                                     |
| Kingman                         | Unorganized unincorporated territory            | Engels: Kingman Reef                                       |
| Korea                           | Militaire bezetting                             | Engels: Korea Koreaans: Chosŏn / 한국                      |
| Midway                          | Unorganized unincorporated territory            | Engels: Midway Islands                                     |
| Navassa                         | Unorganized unincorporated territory            | Engels: Navassa Island                                     |
| Panamakanaalzone                | Unorganized unincorporated territory            | Engels: Panama Canal Zone                                  |
| Verenigde Staten Petreleilanden | Unorganized unincorporated territory            | Engels: Petrel Islands                                     |
| Puerto Rico                     | Organized unincorporated territory              | Engels en Spaans: Puerto Rico                              |
| Verenigde Staten Quita Sueño    | Unorganized unincorporated territory            | Engels: Quitasueño Bank                                    |
| Riukiu-eilanden                 | Militaire bezetting                             | Engels: Riukiu Islands Japans: Ryūkyū-shotō / 琉球諸島     |
| Verenigde Staten Roncador       | Unorganized unincorporated territory            | Engels: Roncador Bank                                      |
| Verenigde Staten Serrana        | Unorganized unincorporated territory            | Engels: Serrana Bank                                       |
| Verenigde Staten Serranilla     | Unorganized unincorporated territory            | Engels: Serranilla Bank                                    |
| Verenigde Staten Swaneilanden   | Unorganized unincorporated territory            | Engels: Swan Islands                                       |
| Wake                            | Unorganized unincorporated territory            | Engels: Wake Island                                        |

### Australisch-Brits-Nieuw-Zeelands territorium
| Korte landsnaam (Nederlands) | Status        | Korte landsnaam (oorspronkelijke taal/talen) |
| ---------------------------- | ------------- | -------------------------------------------- |
| Nauru                        | Mandaatgebied | Engels: Nauru                                |

### Australische niet-onafhankelijke gebieden
De externe territoria van Australië werden door de Australische overheid gezien als een integraal onderdeel van Australië, maar werden vaak toch beschouwd als afhankelijke gebieden van Australië.
| Korte landsnaam (Nederlands)        | Status             | Korte landsnaam (oorspronkelijke taal/talen) |
| ----------------------------------- | ------------------ | -------------------------------------------- |
| Australisch Antarctisch Territorium | Extern territorium | Engels: Australian Antarctic Territory       |
| Nieuw-Guinea                        | Trustschap         | Engels: New Guinea                           |
| Norfolk                             | Extern territorium | Engels: Norfolk Island                       |
| Papoea                              | Extern territorium | Engels: Papua                                |

### Belgische niet-onafhankelijke gebieden
| Korte landsnaam (Nederlands) | Status     | Korte landsnaam (oorspronkelijke taal/talen)  |
| ---------------------------- | ---------- | --------------------------------------------- |
| Belgisch-Congo               | Kolonie    | Frans: Congo belge Nederlands: Belgisch-Congo |
| Ruanda-Urundi                | Trustschap | Frans en Nederlands: Ruanda-Urundi            |

### Brits-Franse condominia
| Korte landsnaam (Nederlands) | Status      | Korte landsnaam (oorspronkelijke taal/talen)  |
| ---------------------------- | ----------- | --------------------------------------------- |
| Nieuwe Hebriden              | Condominium | Engels: New Hebrides Frans: Nouvelle-Hébrides |

### Britse niet-onafhankelijke gebieden
In onderstaande lijst zijn onder meer de Britse (kroon)kolonies en protectoraten weergegeven. Jersey, Guernsey en Man hadden als Britse Kroonbezittingen niet de status van kolonie, maar hadden een andere relatie tot het Verenigd Koninkrijk. Bhutan, Brunei, de Gefedereerde Maleise Staten, Johor, Kedah, Kelantan, Malakka, Perlis, Terengganu en Tonga stonden als protected states onder Britse protectie, maar waren, in tegenstelling tot daadwerkelijke protectoraten, grotendeels autonoom aangaande interne aangelegenheden. De Britse Salomonseilanden, Canton en Enderbury (een Amerikaans-Brits condominium), Fiji (inclusief de Pitcairneilanden), de Gilbert- en Ellice-eilanden, de Nieuwe Hebriden (een Brits-Frans condominium) en Tonga werden door één enkele vertegenwoordiger van de Britse Kroon bestuurd onder de naam Britse West-Pacifische Territoria, maar zijn wel apart in de lijst opgenomen. Basutoland, Beetsjoeanaland en Swaziland werden door een vertegenwoordiger bestuurd onder de naam High Commission Territories, maar zijn ook apart in de lijst opgenomen. Bahrein, Koeweit, Muscat en Oman, Qatar en de Verdragsstaten waren protected states en vielen als zodanig onder de Persian Gulf Residency. Ook deze landen zijn apart in de lijst opgenomen. Newfoundland was de jure een onafhankelijk dominion, maar had in 1934 het zelfbestuur opgegeven. Brits-Indië is de term die refereert aan het Britse gezag op het Indische subcontinent. Het bestond uit gebieden die onder direct gezag vielen van de Britse Kroon (het eigenlijke Brits-Indië) en vele semi-onafhankelijke vorstenlanden (princely states) die door hun eigen lokale heersers werden bestuurd, maar onderhorig waren aan de Britse kolonisator. Deze vorstenlanden staan niet in onderstaande lijst vermeld, maar zijn weergegeven op de pagina vorstenlanden van Brits-Indië. Het Koninkrijk Egypte was sinds 1922 de jure onafhankelijk van het Verenigd Koninkrijk, maar stond tot aan de staatsgreep door de Vrije Officieren in 1952 onder grote Britse invloed. Het Britse militaire bestuur over Borneo omvatte Labuan en Noord-Borneo (tot 15 juli), Brunei (tot 6 juli) en Sarawak (tot 1 juli).
| Korte landsnaam (Nederlands)              | Status                                                         | Korte landsnaam (oorspronkelijke taal/talen)                                                                  |
| ----------------------------------------- | -------------------------------------------------------------- | --- |
| Aden                                      | Kroonkolonie                                                   | Engels: Aden Colony                                                                                           |
| Aden                                      | Protectoraat                                                   | Arabisch: Maḥmiyyat ʿAdan / محمية عدن Engels: Aden Protectorate                                               |
| Anglo-Egyptisch Soedan                    | Condominium                                                    | Arabisch: السودان الأنجلو مصري Engels: Anglo-Egyptian Sudan                                                   |
| Bahama-eilanden                           | Kroonkolonie                                                   | Engels: The Bahamas                                                                                           |
| Bahrein                                   | Protected state                                                | Arabisch: al-Bahrayn / البحرين Engels: Bahrain                                                                |
| Barbados                                  | Kroonkolonie                                                   | Engels: Barbados                                                                                              |
| Basutoland                                | Kolonie                                                        | Engels: Basutoland                                                                                            |
| Beetsjoeanaland                           | Protectoraat                                                   | Engels: Bechuanaland                                                                                          |
| Bermuda                                   | Kroonkolonie                                                   | Engels: Bermuda                                                                                               |
| Bhutan                                    | Protected state: Koninkrijk Bhutan                             | Dzongkha: Druk Yul / འབྲུག་ཡུལ་ Engels: Bhutan                                                                   |
| Brits-Birma                               | Kroonkolonie                                                   | Engels: Burma                                                                                                 |
| Borneo (tot 15 juli)                      | Militair bestuur                                               | Engels: Borneo                                                                                                |
| Brits-Ceylon                              | Kroonkolonie                                                   | Engels: Ceylon                                                                                                |
| Britse Benedenwindse Eilanden             | Kroonkolonie                                                   | Engels: British Leeward Islands                                                                               |
| Britse Bovenwindse Eilanden               | Kroonkolonie                                                   | Engels: British Windward Islands                                                                              |
| Britse Goudkust                           | Kroonkolonie                                                   | Engels: Gold Coast                                                                                            |
| Britse Salomonseilanden                   | Protectoraat                                                   | Engels: British Solomon Islands                                                                               |
| Brits-Guiana                              | Kroonkolonie                                                   | Engels: British Guiana                                                                                        |
| Brits-Honduras                            | Kroonkolonie                                                   | Engels: British Honduras                                                                                      |
| Brits-Indië                               | Kroonkolonie                                                   | Engels: British Raj / Indian Empire / India                                                                   |
| Brits-Kameroen                            | Mandaatgebied                                                  | Engels: Cameroons                                                                                             |
| Brits-Somaliland                          | Protectoraat                                                   | Engels: British Somaliland                                                                                    |
| Brits-Togoland                            | Mandaatgebied                                                  | Engels: British Togoland                                                                                      |
| Brunei (vanaf 6 juli)                     | Protected state: Staat Brunei Darussalam                       | Engels en Maleis: Brunei                                                                                      |
| Cyprus                                    | Kroonkolonie                                                   | Engels: Cyprus                                                                                                |
| Egeïsche Eilanden                         | Britse militaire bezetting van de Italiaanse Egeïsche Eilanden | Engels: Aegean Islands                                                                                        |
| Egypte                                    | Vazalstaat: Koninkrijk Egypte                                  | Arabisch: Miṣr / مصر Engels: Egypt                                                                            |
| Eritrea                                   | Brits militair bestuur over Italiaans-Eritrea                  | Engels en Italiaans: Eritrea                                                                                  |
| Falklandeilanden                          | Kroonkolonie                                                   | Engels: Falkland Islands                                                                                      |
| Fiji                                      | Kolonie                                                        | Engels: Fiji                                                                                                  |
| Gambia                                    | Protectoraat en Kroonkolonie                                   | Engels: The Gambia                                                                                            |
| Gefedereerde Maleise Staten (tot 1 april) | Protected state                                                | Engels: Federated Malay States Maleis: Negeri-negeri Melayu Bersekutu / نڬري٢ ملايو برسكوتو                   |
| Gibraltar                                 | Kroonkolonie                                                   | Engels: Gibraltar                                                                                             |
| Gilbert- en Ellice-eilanden               | Kroonkolonie                                                   | Engels: Gilbert and Ellice Islands                                                                            |
| Guernsey                                  | Brits Kroonbezit                                               | Engels: Guernsey Frans: Guernesey                                                                             |
| Heard en McDonaldeilanden                 | Overzees bezit                                                 | Engels: Heard Island and McDonald Islands                                                                     |
| Hongkong                                  | Kroonkolonie                                                   | Engels: Hong Kong Kantonees: Hong Kong / 香港                                                                 |
| Irak                                      | Koninkrijk Irak onder Britse bezetting                         | Arabisch: al-ʿIrāq / العراق Engels: Iraq                                                                      |
| Jamaica                                   | Kroonkolonie                                                   | Engels: Jamaica                                                                                               |
| Jersey                                    | Brits Kroonbezit                                               | Engels en Frans: Jersey                                                                                       |
| Johor (tot 1 april)                       | Protected state                                                | Engels: Johor Maleis: Johor / جوهور                                                                           |
| Kedah (tot 1 april)                       | Protected state                                                | Engels: Kedah Maleis: Kedah / قدح                                                                             |
| Kelantan (tot 1 april)                    | Protected state                                                | Engels: Kelantan Maleis: Kelantan / كلنتن                                                                     |
| Kenia                                     | Protectoraat en Kroonkolonie                                   | Engels: Kenya                                                                                                 |
| Koeweit                                   | Protected state: Sjeikdom Koeweit                              | Arabisch: al-Kuwayt / الكويت Engels: Kuwait                                                                   |
| Line-eilanden                             | Overzees bezit                                                 | Engels: Line Islands                                                                                          |
| Malakka (vanaf 1 april)                   | Protected state: Unie van Malakka                              | Engels: Malaya Maleis: Persekutuan Tanah Melayu                                                               |
| Maldivische Eilanden                      | Protectoraat: Sultanaat der Maldiven                           | Engels: Maldive Islands                                                                                       |
| Malta                                     | Kroonkolonie                                                   | Engels, Italiaans en Maltees: Malta                                                                           |
| Man                                       | Brits Kroonbezit                                               | Engels: Isle of Man Manx-Gaelisch: Ellan Vannin                                                               |
| Mauritius                                 | Kroonkolonie                                                   | Engels: Mauritius                                                                                             |
| Muscat en Oman                            | Protected state: Sultanaat Muscat en Oman                      | Arabisch: Umān / عُمان Engels: Oman                                                                            |
| Newfoundland                              | Dominion zonder zelfbestuur                                    | Engels: Newfoundland                                                                                          |
| Nigeria                                   | Protectoraat en kroonkolonie                                   | Engels: Nigeria                                                                                               |
| Noord-Borneo (vanaf 15 juli)              | Kroonkolonie                                                   | Engels: North Borneo                                                                                          |
| Noord-Rhodesië                            | Protectoraat                                                   | Engels: Northern Rhodesia                                                                                     |
| Nyasaland                                 | Protectoraat                                                   | Engels: Nyasaland                                                                                             |
| Oeganda                                   | Protectoraat                                                   | Engels: Uganda                                                                                                |
| Palestina                                 | Mandaatgebied                                                  | Arabisch: Filasţīn / فلسطين Engels: Palestine Hebreeuws: Palestína (EY) / (פָּלֶשְׂתִּינָה (א"י                       |
| Perlis (tot 1 april)                      | Protected state                                                | Engels: Perlis Maleis: Perlis / ﭬﺮليس                                                                         |
| Prins Edwardeilanden                      | Overzees bezit                                                 | Engels: Prince Edward Islands                                                                                 |
| Qatar                                     | Protected state                                                | Arabisch: Qatar / قطر Engels: Qatar                                                                           |
| Sarawak (vanaf 1 juli)                    | Kroonkolonie                                                   | Engels: Sarawak Maleis: Sarawak / سراوق                                                                       |
| Seychellen                                | Kroonkolonie                                                   | Engels: Seychelles                                                                                            |
| Sierra Leone                              | Kroonkolonie en protectoraat                                   | Engels: Sierra Leone                                                                                          |
| Singapore (vanaf 1 april)                 | Kroonkolonie                                                   | Engels: Singapore                                                                                             |
| Sint-Helena                               | Kroonkolonie                                                   | Engels: Saint Helena                                                                                          |
| Somalië                                   | Brits militair bestuur over Italiaans-Somaliland               | Engels en Italiaans: Somalia                                                                                  |
| Straits Settlements (tot 1 april)         | Protectoraat                                                   | Chinees: Hǎixiá zhímíndì / 海峡殖民地 Engels: Straits Settlements Maleis: Negeri-Negeri Selat / نڬري-نڬري سلت |
| Suezkanaalzone                            | Kroonkolonie                                                   | Engels: Suez Canal Zone                                                                                       |
| Swaziland                                 | Protectoraat: Koninkrijk Swaziland                             | Engels: Swaziland Swazi: eSwatini                                                                             |
| Tanganyika                                | Mandaatgebied                                                  | Engels: Tanganyika                                                                                            |
| Terengganu (tot 1 april)                  | Protected state                                                | Engels: Terengganu Maleis: Terengganu / ترڠڬانو                                                               |
| Tonga                                     | Protected state: Koninkrijk Tonga                              | Engels en Tongaans: Tonga                                                                                     |
| Transjordanië (tot 25 mei)                | Mandaatgebied: Emiraat Transjordanië                           | Arabisch: Sharq al-ʾUrdun / شرق الأردن Engels: Transjordan                                                    |
| Trinidad en Tobago                        | Kroonkolonie                                                   | Engels: Trinidad and Tobago                                                                                   |
| Verdragsstaten                            | Protected states                                               | Arabisch: ولايات الساحل المتصالح Engels: Trucial States                                                       |
| Zanzibar                                  | Protectoraat: Sultanaat Zanzibar                               | Arabisch: Zanjibār / زنجبار Engels: Zanzibar                                                                  |
| Zuid-Rhodesië                             | Kroonkolonie                                                   | Engels: Southern Rhodesia                                                                                     |

### Brits-Russische niet-onafhankelijke gebieden
| Korte landsnaam (Nederlands) | Status                                              | Korte landsnaam (oorspronkelijke taal/talen)              |
| ---------------------------- | --------------------------------------------------- | --------------------------------------------------------- |
| Iran (tot 2 maart)           | Keizerrijk Iran onder Britse en Russische bezetting | Engels: Iran Perzisch: Īrān / ایران Russisch: Iran / Иран |

### Deense niet-onafhankelijke gebieden
Faeröer was een provincie van Denemarken en was dus eigenlijk een integraal onderdeel van dat land.
| Korte landsnaam (Nederlands) | Status    | Korte landsnaam (oorspronkelijke taal/talen) |
| ---------------------------- | --------- | -------------------------------------------- |
| Faeröer                      | Provincie | Deens: Færøerne                              |
| Groenland                    | Kolonie   | Deens: Grønland                              |

### Finse niet-onafhankelijke gebieden
Åland maakte eigenlijk integraal onderdeel uit van Finland, maar heeft sinds de Vrede van Parijs (1856) een internationaal erkende speciale status met grote autonomie.
| Korte landsnaam (Nederlands) | Status          | Korte landsnaam (oorspronkelijke taal/talen) |
| ---------------------------- | --------------- | -------------------------------------------- |
| Åland                        | Autonoom gebied | Zweeds: Åland                                |

### Franse niet-onafhankelijke gebieden
Frans-West-Afrika was een federatie van Franse koloniën bestaande uit Dahomey, Frans-Guinea, Frans-Soedan, Ivoorkust, Mauritanië, Niger en Senegal. Frans-Equatoriaal Afrika was een kolonie die bestond uit vier territoria: Gabon, Midden-Congo, Oubangui-Chari en Tsjaad. De Unie van Indochina, ofwel Frans-Indochina, was een federatie die bestond uit het Protectoraat Cambodja, het Koninkrijk Laos, het Protectoraat Annam, het Protectoraat Tonkin en de kolonie Frans-Cochin-China. De Democratische Republiek Vietnam (Noord-Vietnam) had zich in 1945 onafhankelijk verklaard en had de controle over een deel van Tonkin en Annam. Algerije werd, met uitzondering van de zuidelijke territoria, bestuurd als een integraal onderdeel van Frankrijk, maar is wel apart in de lijst opgenomen.
| Korte landsnaam (Nederlands) | Status                                                                          | Korte landsnaam (oorspronkelijke taal/talen) |
| ---------------------------- | ------------------------------------------------------------------------------- | -------------------------------------------- |
| Algerije                     | Verzameling departementen en territoria                                         | Frans: Algérie                               |
| Comoren (vanaf 27 oktober)   | Overzees territorium                                                            | Frans: Comores                               |
| Frans-Equatoriaal-Afrika     | Kolonie (tot 27 oktober) Overzees territorium (vanaf 27 oktober)                | Frans: Afrique équatoriale française         |
| Frans-Guyana                 | Kolonie (tot 19 maart) Overzeese regio en overzees departement (vanaf 19 maart) | Frans: Guyane                                |
| Frans-Indië                  | Kolonie (tot 27 oktober) Overzees territorium (vanaf 27 oktober)                | Frans: Établissements français de l'Inde     |
| Frans-Kameroen               | Mandaatgebied                                                                   | Frans: Cameroun                              |
| Frans-Madagaskar             | Kolonie (tot 27 oktober) Overzees territorium (vanaf 27 oktober)                | Frans: Madagascar                            |
| Frans-Marokko                | Protectoraat                                                                    | Arabisch: al-Maghrib / المغرب Frans: Maroc   |
| Frans-Oceanië                | Kolonie (tot 27 oktober) Overzees territorium (vanaf 27 oktober)                | Frans: Océanie française                     |
| Frans-Somaliland             | Kolonie (tot 27 oktober) Overzees territorium (vanaf 27 oktober)                | Frans: Côte française des Somalis            |
| Frans-Togoland               | Mandaatgebied                                                                   | Frans: Togoland français                     |
| Frans-West-Afrika            | Kolonie (tot 27 oktober) Overzees territorium (vanaf 27 oktober)                | Frans: Afrique occidentale française         |
| Guadeloupe                   | Kolonie (tot 19 maart) Overzeese regio en overzees departement (vanaf 19 maart) | Frans: Guadeloupe                            |
| Inini (tot 14 september)     | Kolonie                                                                         | Frans: Inini                                 |
| Martinique                   | Kolonie (tot 19 maart) Overzeese regio en overzees departement (vanaf 19 maart) | Frans: Martinique                            |
| Nieuw-Caledonië              | Kolonie (tot 27 oktober) Overzees territorium (vanaf 27 oktober)                | Frans: Nouvelle-Calédonie                    |
| Réunion                      | Kolonie (tot 19 maart) Overzeese regio en overzees departement (vanaf 19 maart) | Frans: Réunion                               |
| Saint-Pierre en Miquelon     | Kolonie (tot 27 oktober) Overzees territorium (vanaf 27 oktober)                | Frans: Saint-Pierre et Miquelon              |
| Tunesië                      | Protectoraat                                                                    | Arabisch: Tūnis / تونس Frans: Tunisie        |
| Unie van Indochina           | Federatie van Franse koloniën en protectoraten: Indo-Chinese Federatie          | Frans: Fédération indochinoise               |
| Wallis en Futuna             | Kolonie                                                                         | Frans: Wallis-et-Futuna                      |

### Niet-onafhankelijke gebieden onder geallieerde bezetting
| Korte landsnaam (Nederlands) | Status                                                        | Korte landsnaam (oorspronkelijke taal/talen)          |
| ---------------------------- | ------------------------------------------------------------- | ----------------------------------------------------- |
| Duitsland                    | Duitsland onder geallieerde bezetting                         | Duits: Deutschland                                    |
| Japan                        | Geallieerde bezetting van Japan                               | Japans: Nihon / 日本                                  |
| Libanon (tot 31 december)    | Republiek Libanon onder een Brits-Franse militaire bezetting  | Arabisch: Lubnān / لبنان Engels: Lebanon Frans: Liban |
| Libië                        | Geallieerde bezetting van Libië                               | Arabisch: Lībiyā / ليبيا Engels: Libya Frans: Libye   |
| Oostenrijk                   | Republiek Oostenrijk onder geallieerde bezetting              | Duits: Österreich                                     |
| Syrië (tot 15 april)         | Syrische Republiek onder een Brits-Franse militaire bezetting | Arabisch: Engels: Syria Frans: Syrie                  |

### Internationale niet-onafhankelijke gebieden
| Korte landsnaam (Nederlands) | Status              | Korte landsnaam (oorspronkelijke taal/talen)                         |
| ---------------------------- | ------------------- | -------------------------------------------------------------------- |
| Tanger                       | Internationale zone | Arabisch: Ṭanjah / طنجة Engels: Tangier Frans: Tanger Spaans: Tánger |

### Japanse niet-onafhankelijke gebieden
| Korte landsnaam (Nederlands) | Status        | Korte landsnaam (oorspronkelijke taal/talen) |
| ---------------------------- | ------------- | -------------------------------------------- |
| Zuid-Pacifisch Mandaatgebied | Mandaatgebied | Japans: Nan'yō-chō / 南洋庁                  |

### Nederlandse niet-onafhankelijke gebieden
| Korte landsnaam (Nederlands)    | Status             | Korte landsnaam (oorspronkelijke taal/talen) |
| ------------------------------- | ------------------ | -------------------------------------------- |
| Curaçao                         | Overzees rijksdeel | Nederlands: Gebiedsdeel Curaçao              |
| Nederlands-Indië (vanaf 1 juli) | Overzees rijksdeel | Nederlands: Nederlands-Indië                 |
| Suriname                        | Overzees rijksdeel | Nederlands: Suriname                         |

### Nieuw-Zeelandse niet-onafhankelijke gebieden
| Korte landsnaam (Nederlands)  | Status             | Korte landsnaam (oorspronkelijke taal/talen) |
| ----------------------------- | ------------------ | -------------------------------------------- |
| Cookeilanden                  | Afhankelijk gebied | Engels: Cook Islands                         |
| Niue                          | Afhankelijk gebied | Engels: Niue                                 |
| Ross Dependency               | Afhankelijk gebied | Engels: Ross Dependency                      |
| Tokelau-eilanden (vanaf 1946) | Afhankelijk gebied | Engels: Tokelau Islands                      |
| Unie-eilanden (tot 1946)      | Afhankelijk gebied | Engels:Union Islands                         |
| West-Samoa                    | Mandaatgebied      | Engels: Western Samoa                        |

### Noorse niet-onafhankelijke gebieden
Spitsbergen maakte eigenlijk integraal onderdeel uit van Noorwegen, maar had volgens het Spitsbergenverdrag een internationaal erkende speciale status met grote autonomie. Jan Mayen viel niet onder het Spitsbergenverdrag, maar werd wel bestuurd door de gouverneur van Spitsbergen.
| Korte landsnaam (Nederlands) | Status                                                 | Korte landsnaam (oorspronkelijke taal/talen) |
| ---------------------------- | ------------------------------------------------------ | -------------------------------------------- |
| Bouvet                       | Afhankelijk gebied                                     | Noors: Bouvetøya                             |
| Jan Mayen                    | Gebied onder bestuur van de gouverneur van Spitsbergen | Noors: Jan Mayen                             |
| Koningin Maudland            | Afhankelijk gebied                                     | Noors: Dronning Maud Land                    |
| Peter I-eiland               | Afhankelijk gebied                                     | Noors: Per 1.s øy                            |
| Spitsbergen                  | Gebied met speciale status                             | Noors: Svalbard                              |

### Portugese niet-onafhankelijke gebieden
| Korte landsnaam (Nederlands)   | Status                      | Korte landsnaam (oorspronkelijke taal/talen) |
| ------------------------------ | --------------------------- | -------------------------------------------- |
| Kaapverdië                     | Kolonie                     | Portugees: Cabo Verde                        |
| Macau                          | Kolonie                     | Portugees: Macau                             |
| Portugees-Guinea               | Kolonie                     | Portugees: Guiné Portuguesa                  |
| Portugees-Indië (ook wel: Goa) | Kolonie                     | Portugees: Estado da Índia                   |
| Portugees-Oost-Afrika          | Kolonie: Kolonie Mozambique | Portugees: Moçambique                        |
| Portugees-Timor                | Kolonie                     | Portugees: Timor Português                   |
| Portugees-West-Afrika          | Kolonie: Kolonie Angola     | Portugees: Angola                            |
| Sao Tomé en Principe           | Kolonie                     | Portugees: São Tomé e Príncipe               |

### Niet-onafhankelijke gebieden van de Sovjet-Unie
| Korte landsnaam (Nederlands)                      | Status | Korte landsnaam (oorspronkelijke taal/talen)      |
| ------------------------------------------------- | --- | ------------------------------------------------- |
| Azerbeidzjan (tot 11 december)                    | Vazalstaat | Azerbeidzjaans: Azərbaycan Russisch:              |
| Bornholm (tot 5 april)                            | Militaire bezetting | Deens: Bornholm Russisch: Борнхольм               |
| (tot 15 september) Bulgarije (vanaf 15 september) | Koninkrijk Bulgarije onder militaire bezetting van de Sovjet-Unie (tot 15 september) Volksrepubliek Bulgarije onder militaire bezetting van de Sovjet-Unie (vanaf 15 september) | Bulgaars: Bălgarija / България Russisch: Болгария |
| Finland                                           | Republiek Finland onder militaire bezetting van de Sovjet-Unie | Fins: Suomi Russisch: Финляндия Zweeds: Finland   |
| (tot 1 februari) Hongarije (vanaf 1 februari)     | Koninkrijk Hongarije onder bezetting door de Sovjet-Unie (tot 1 februari) Republiek Hongarije onder bezetting door de Sovjet-Unie (vanaf 1 februari)                            | Hongaars: Magyar Russisch: Венгрия                |
| Korea (tot 8 februari)                            | Militair bestuur door de Sovjet-Unie over Korea | Koreaans: Chōsen Russisch:                        |
| Mahabad (22 januari tot 15 december)              | Vazalstaat | كوماری مهاباد                                     |
| Noord-Korea (vanaf 8 februari)                    | Militaire bezetting door de Sovjet-Unie over Korea bestuurd door het Voorlopig Volkscomité voor Noord-Korea                                                                     | Koreaans: Russisch:                               |
| Roemenië                                          | Koninkrijk Roemenië onder militaire bezetting van de Sovjet-Unie | Roemeens: România Russisch: Румыния               |

### Spaanse niet-onafhankelijke gebieden
| Korte landsnaam (Nederlands)       | Status       | Korte landsnaam (oorspronkelijke taal/talen)                                  |
| ---------------------------------- | ------------ | ----------------------------------------------------------------------------- |
| Ifni (tot 20 juli)                 | Protectoraat | Spaans: Ifni                                                                  |
| Spaans-Guinea                      | Kolonie      | Spaans: Guinea Española                                                       |
| Spaans-Marokko                     | Protectoraat | Arabisch: Isbāniyā fi-l-Magrib / إسبَانِيَا بالمَغْربْ Spaans: Español de Marruecos |
| Spaans-West-Afrika (vanaf 20 juli) | Kolonie      | Spaans: África Occidental Española                                            |
| Spaanse Sahara (tot 20 juli)       | Kolonie      | Spaans: Sahara Español                                                        |

### Zuid-Afrikaanse niet-onafhankelijke gebieden
| Korte landsnaam (Nederlands) | Status        | Korte landsnaam (oorspronkelijke taal/talen)                                    |
| ---------------------------- | ------------- | ------------------------------------------------------------------------------- |
| Zuidwest-Afrika              | Mandaatgebied | Afrikaans: Suidwes-Afrika Engels: South West Africa Nederlands: Zuidwest-Afrika |